# Alfred Roth (Architekt)

Alfred Roth (1958)

Alfred Roth (* 21. Mai 1903 in Wangen an der Aare; † 20. Oktober 1998 in Zürich) war ein Schweizer Architekt, Designer und Hochschullehrer. Roth gilt als wichtiger Vertreter des Neuen Bauens und als Wortführer der Moderne. Darüber hinaus hatte er es sich zur Aufgabe gemacht, die Farbkonzepte der Moderne zu systematisieren.

## Leben
Alfred Roth wurde 1903 als Sohn von Adolf und Ida Roth-Obrecht in Wangen an der Aare geboren. Er hatte eigentlich den Wunsch, Maler zu werden. Nach dem Besuch des Gymnasiums in Solothurn entschied er sich zunächst, Maschinenbau zu studieren. Nach einem Semester wechselte er zur Architektur. Während seiner Freizeit betrieb er die Malerei. Ab 1922 studierte Alfred Roth Architektur an der ETH Zürich und beendete sein Studium 1926 mit einem Diplom bei Karl Moser. Er bewarb sich nach seinem Studium am Bauhaus, wurde aber durch Mosers Vermittlung von 1927 bis 1928 Mitarbeiter im Pariser Atelier von Le Corbusier und Pierre Jeanneret.
Er arbeitete bei Le Corbusier und Pierre Jeanneret in Paris am Völkerbundpalast-Projekt für Genf und wurde danach Le Corbusiers Bauleiter. Er errichtete in dieser Zeit u. a. die beiden Corbusier-Häuser der Weißenhofsiedlung in Stuttgart. Er wurde auch später noch von Corbusiers Arbeit wesentlich beeinflusst. Seine künstlerische Arbeit wurde stark von dem Künstler Piet Mondrian beeinflusst, den er auch persönlich kannte. Nach seinen Angaben hatte er auch einen echten Mondrian in seinem Besitz; das Bild in Rot, Blau und Gelb schenkte er noch zu Lebzeiten dem Kunsthaus Zürich. Er sammelte die Kunst seiner Zeit.

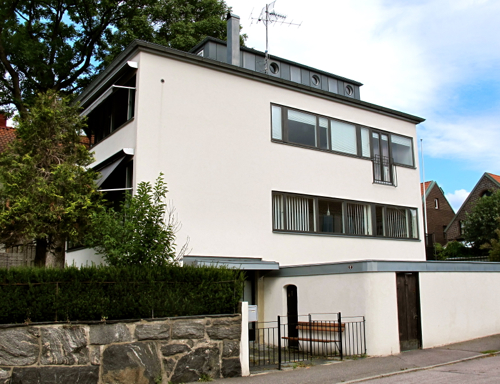
Haus von Alfred Roth und Ingrid Wallberg in der Prytzgatan in Göteborg

1928 plante er sein erstes eigenes Gebäude. Es handelte sich um ein Lagerhaus für die familieneigene Pferdehaarspinnerei in Wangen, das 1929 ausgeführt wurde. Ebenfalls 1928 eröffnete er sein erstes eigenes Büro in Göteborg mit der Architektin Ingrid Wallberg. Zwei Jahre später ging er in die Schweiz zurück, wo er 1932 in Zürich ein Büro in Ateliergemeinschaft mit seinem Cousin Emil Roth eröffnete.
1935 bis 1936 errichtete Roth zusammen mit Emil Roth und Marcel Breuer die Doldertalhäuser in Zürich, die dem Stil Le Corbusiers treu blieben: Die beiden Mehrfamilienhäuser stehen auf Stützen, und die Grundrisse folgen dem plan libre. In den folgenden Jahren beschäftigte sich Roth intensiv mit öffentlichen Bauten, insbesondere Schulbauten, und realisierte zahlreiche Projekte im Nahen Osten. 1943/44 baute er für Madame de Madrot, eine Förderin des jungen Jeanneret/Corbusier ein Holzhaus an der Hadlaubstrasse in Zürich, das später Adolf Max Vogt und Ulya Vogt-Göknil bewohnten.
Ein Bettenentwurf entstand 1927; er wurde lange Zeit fälschlicherweise als «Corbusier-Bett» bezeichnet. Jedoch hatte Alfred Roth den Prototyp entwickelt, weil er ein schiebbares Bett mit Kufen für eine Nische benötigte.
Er war Gastdozent an der Washington-Universität in St. Louis, 1953 an der Harvard-Universität in Cambridge, MA und von 1951/57? bis 1971 Ordinarius an der ETH Zürich. Roth war Ehrendoktor der Technischen Universität München und des Istituto Universitario di Architettura (Venedig). Auch im hohen Alter hielt Alfred Roth noch Vorträge an Universitäten und Architekturschulen und betreute ausserdem Architekturstudenten in seinem Haus; diese konnten dort arbeiten und leben.
Anfang der 1980er Jahre unterstützte er den Vorschlag der Staatlichen Akademie der Bildenden Künste Stuttgart, die benachbarte, sanierungsbedürftige Weissenhofsiedlung, zumindest Teile des Bauensembles, künftig durch die Hochschule zu nutzen; ein Plan, der von der Stadt Stuttgart befürwortet, jedoch vom Land Baden-Württemberg abgelehnt wurde. Sein Projektvorschlag «Ergänzungen der ‹Weissenhof-Siedlung› in Stuttgart» aus dem Jahr 1981 ging völlig konform mit der Idee einer Campus-Erweiterung der Hochschule.
1984 ernannte ihn die Staatliche Akademie der Bildenden Künste Stuttgart zum Ehrenmitglied. Alfred Roth verstarb 1998 in Zürich, sein Grab befindet sich in Wangen an der Aare.

## Zeitgenossen / Begegnungen
Willi Baumeister und Alfred Roth lernten sich 1927 im Rahmen der Stuttgarter Werkbundausstellung (Weißenhofsiedlung) kennen, als Roth Mitarbeiter im Büro von Le Corbusier war. Zum Buch Roths über die beiden Stuttgarter Häuser Le Corbusiers steuerte Baumeister das Titelbild und die Typographie bei. Ausserdem schaffte Roth es, Baumeister zu überreden, mehrere Bilder während der Bauausstellung in die Corbusier-Häuser zu hängen.

## Bauwerke
- 1925: 1. Planung  Schweinestall, Wangen an der Aare[4]
- 1928–1929: Lagerhaus Pferdehaarspinnerei, Wangen an der Aare
- 1932: Siedlung Neubühl, Zürich-Wollishofen, mit Emil Roth
- 1934: Fabrikerweiterung, Wangen – existiert nicht mehr
- 1935–1937: Fabrikgebäude Howald, Wangen
- 1935/36: Mehrfamilienhäuser Doldertal, Zürich
- 1936: Sommerhaus, Mammern
- Korn- und Salzhausumbau in eine Kaserne, Wangen
- Militärisches Lagerhaus, Wangen an der Aare
- 1939: Bungalow im Holderbach, Oberägeri (für die Ärztin Marie Meierhofer, später wohnte sein Freund Henry van de Velde mit seiner Tochter Nele van de Velde in diesem Haus.)
- 1941: Einfamilienhaus für die Familie Schiess und Pauli, Wangen an der Aare
- 1957 verliessen diese das Haus und zogen in einen nahen Neubau, den Alfred Roth in Zusammenarbeit mit ihm geplant hatte
- 1951: Fabrikerweiterung Howald, Wangen
- 1960: Haus Roth, Zürich, mit Ingenieur Emil Schubiger[5]
- 1960er Jahre: Schulen in St. Louis, Skopje und Kuwait
- 1966/1967: Wohnhaus Howald, Wangen an der Aare
- 1966–1968: Shopping-Center Schönbühl, Luzern
- 1970: Banque Sabbag, Beirut

## Veröffentlichungen
- Alfred Roth (Hrsg.): Die neue Architektur. Les Editions d'Architecture, Erlenbach-Zurich 1948.
- Alfred Roth: Zwei Wohnhäuser von Le Corbusier und Pierre Jeanneret. Krämer, Stuttgart 1977, ISBN 3-7828-0447-3 (Faksimile-Nachdruck der deutschen Ausgabe von 1927).
- Alfred Roth: Dos casas de Le Corbusier y Pierre Jeanneret. Colegio Oficial de Aparejadores y Arquitectos Técnicos, Murcia 1997, ISBN 84-920177-7-5.
- Arthur Rüegg, Andres Giedion, Alfred Roth: Ein Hauptwerk des neuen Bauens in Zürich: Die Doldertalhäuser 1932-1936. gta-Ausstellungen, Zürich 1996, ISBN 3-85676-070-9.
- Werner Oechslin (Hrsg.): Le Corbusier & Pierre Jeanneret: Das Wettbewerbsprojekt für den Völkerbundspalast in Genf 1927. Ammann, Zürich 1988, ISBN 3-250-50103-4 (Mit Beiträgen von Alfred Roth).
- Alfred Roth: Amüsante Erlebnisse eines Architekten. Ammann, Zürich 1988, ISBN 3-250-50105-0 (Autobiographie).
- Alfred Roth: Architect of continuity. Waser, Zürich 1985, ISBN 3-908080-17-7.
- Alfred Roth (Hrsg.): La nouvelle architecture. Verlag für Architektur Artemis, Zürich/München 1975, ISBN 3-7608-8053-3.
- Alfred Roth: Begegnung mit Pionieren: Le Corbusier, Piet Mondrian, Adolf Loos, Josef Hoffmann, Auguste Perret, Henry van de Velde. Birkhäuser, Basel/Stuttgart 1973, ISBN 3-7643-0669-6.
- Alfred Roth, Jean-Paul Haymoz: Das neue Schulhaus. 4. Auflage. Verlag für Architektur, Zürich/Stuttgart 1966.
- Alfred Roth: The new school. Girsberger, Zürich 1950.